# Louis Portella Mbuyu
Louis Portella Mbuyu (ur. 28 lipca 1942 w Pointe-Noire) – kongijski duchowny katolicki, biskup diecezjalny Kinkala w latach 2002–2020.

## Życiorys
Święcenia kapłańskie otrzymał 31 grudnia 1967 i został inkardynowany do diecezji Pointe-Noire. Był m.in. rektorem niższego seminarium w Loango (1976-1979), wikariuszem generalnym diecezji (1977-1982 oraz 1990-1998) oraz administratorem apostolskim diecezji Nkayi (2000-2001).
16 października 2001 papież Jan Paweł II mianował go biskupem diecezjalnym Kinkala. 6 stycznia 2002 rąk papieża Jana Pawła II przyjął sakrę biskupią, zaś 10 lutego 2002 objął rządy w diecezji.
W latach 2006–2015 był przewodniczącym Konferencji Episkopatu Republiki Konga.